# Sporodictyon terrestre
Sporodictyon terrestre är en svampart som tillhör divisionen sporsäcksvampar, och som först beskrevs av Theodor 'Thore' Magnus Fries, och fick sitt nu gällande namn av S.Savi och Leif Tibell. Sporodictyon terrestre ingår i släktet Sporodictyon, och familjen Verrucariaceae. Arten är reproducerande i Sverige.